# 林恒
林恒（1916年—1941年3月14日 †），福建省閩候縣人，空軍官校第10期畢業，空軍少尉。

## 生平
祖父林孝恂，父亲林长民，母亲程桂林，林徽因同父异母之庶弟。俄亥俄大学美术学院院长、美国越战纪念碑设计者林璎的叔叔。
1941年3月14日在四川雙流上空與來犯日軍零式戰鬥機展開空戰，因飛機性能差，林恆飛機被擊墜雙流南門而殉国。三年后，林徽因写下悼亡诗《哭三弟恒》。